# Chroogomphus vinicolor
Chroogomphus vinicolor är en svampart som först beskrevs av Peck, och fick sitt nu gällande namn av O.K. Mill. 1964. Chroogomphus vinicolor ingår i släktet Chroogomphus och familjen Gomphidiaceae.   Inga underarter finns listade i Catalogue of Life.

## Källor

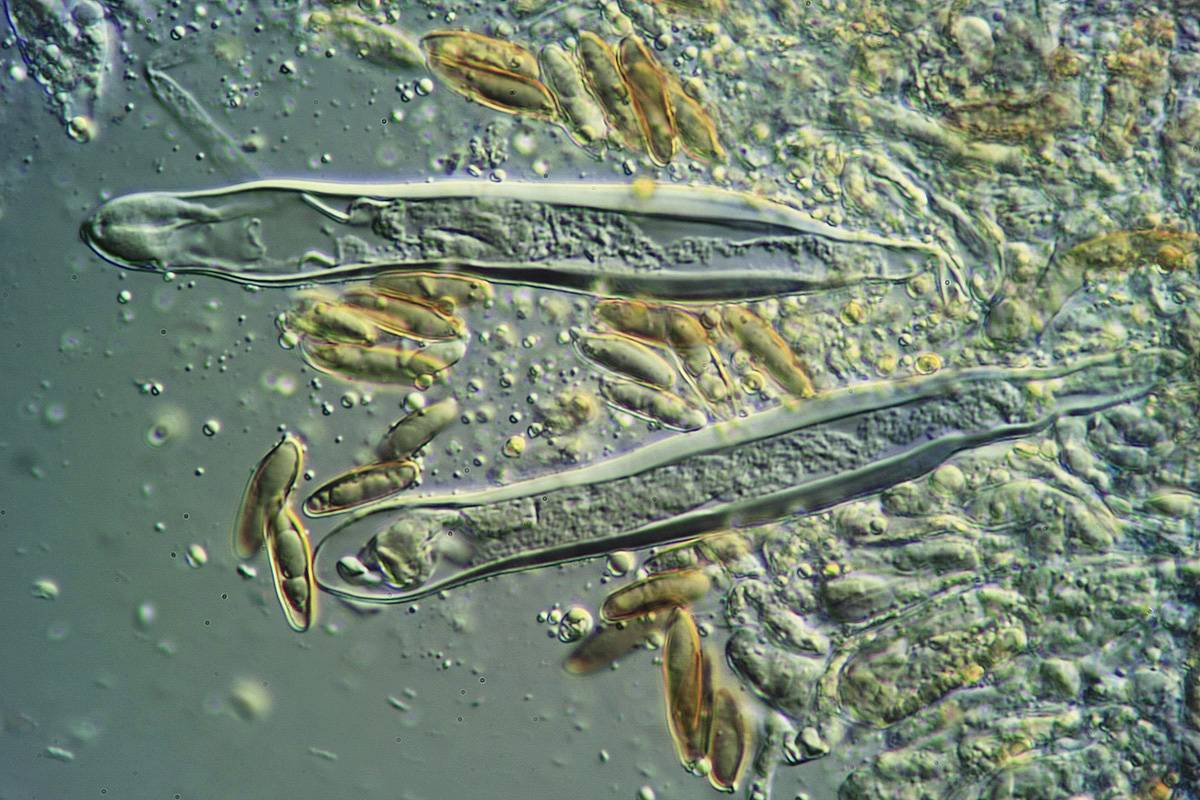
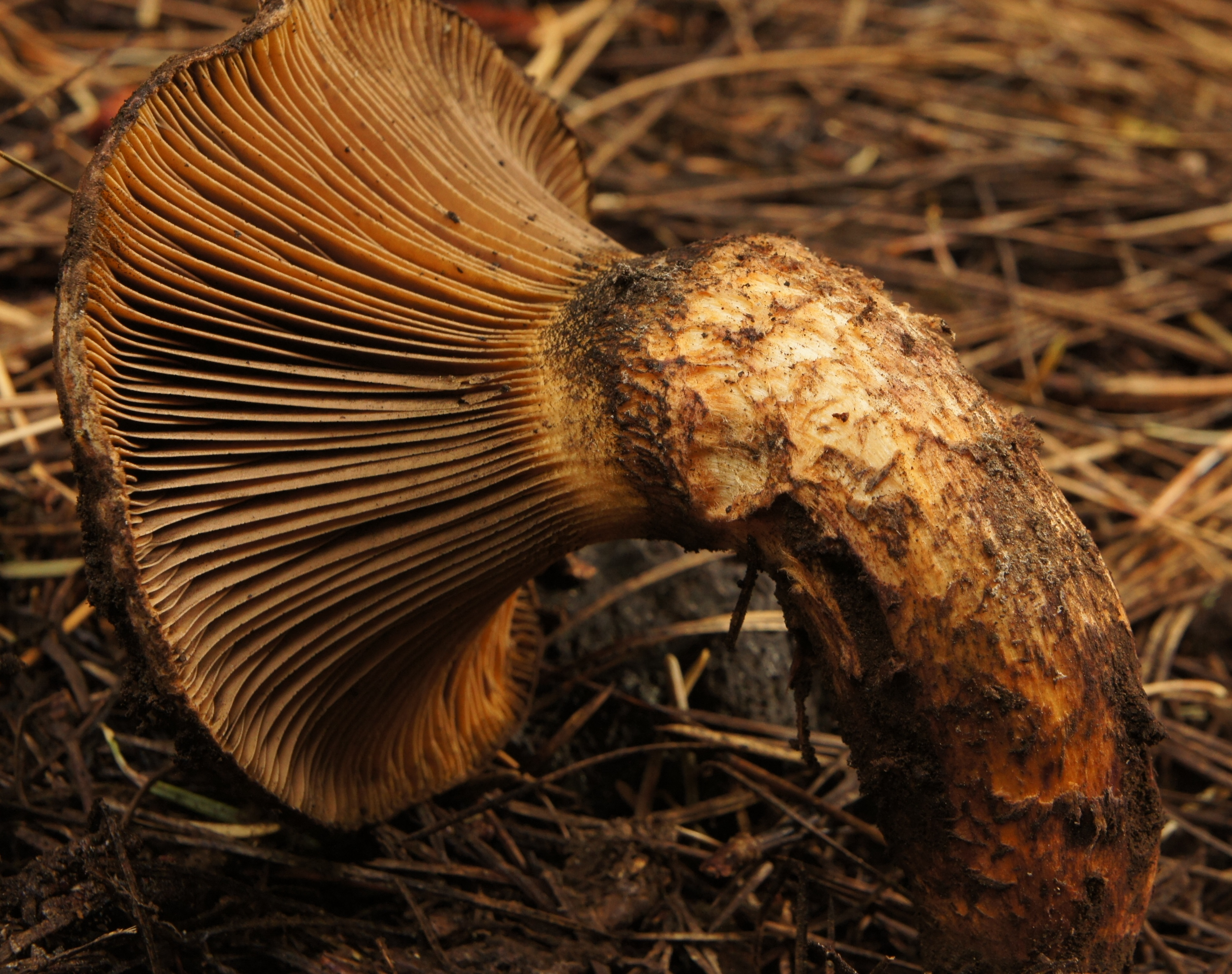